# Cementiri des Batignolles
El cementiri dels Batignolles (en francès cimetière des Batignolles) és un cementiri parisenc, situat al quartier des Batignolles, al nord-est del 17è districte.
Fou obert el 22 d'agost de 1833 per acollir els difunts de la comuna Batignolles-Monceau que havia nascut d'una separació amb Clichy l'any 1830. Quan va ser annexat l'any 1860 per París, el recinte de Thiers, que ja dividia la comuna dues zones, esdevé el nou límit de la capital. Una gran part de la comuna esdevé parisenca, integrant el cementiri, i l'altra torna a formar part de Clichy.
El cementiri té unes 15.000 sepultures i més de 800 arbres de 47 espècies, principalment castanyers, als quals s'afegeixen un centenar d'aurons i uns quants freixes, sòfores i plàtans. Té una extensió d'onze hectàrees, tantes com el cementiri de Montmartre, fet que el converteix en el tercer cementiri (exæquo amb Montmartre) més vast intra murs després del Père-Lachaise i Montparnasse. Des de l'any 1969, un viaducte de 440 m de llargada passa per sobre del cementiri.
Entre les 15.000 sepultures que hi ha, en destaquen les següents:
- André Breton
- Hélène Dutrieu
- Paul Verlaine
- Blaise Cendrars
- Gaston Calmette